# Higuera de la Sierra
Higuera de la Sierra è un comune spagnolo di 1 284 abitanti situato nella comunità autonoma dell'Andalusia.

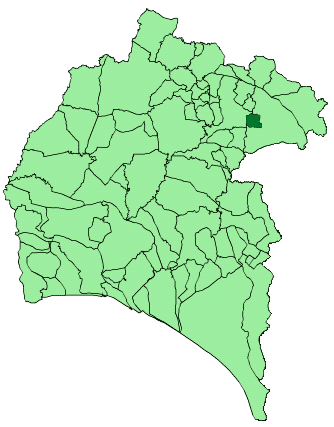
Mappa del comune nella provincia